# Sandro Coelho
Sandro Alexandre Coelho (Lages, 16 de setembro de 1973), mais conhecido como Sandro Coelho, é um cantor, compositor, multi-instrumentista, arranjador e produtor musical brasileiro. Fundador e ex-integrante do Tchê Garotos, um dos grupos pioneiros do movimento tchê music, vanera e sertanejo universitário, do qual participou de 1995 a 2014, atuando como vocalista, guitarrista, compositor e produtor musical.

## Biografia

### Vida antes da fama
Sandro Alexandre Coelho, nome escolhido pelo seus pais, João Bernardino Coelho e Maria Aparecida Coelho, nasceu em 16 de setembro de 1973, na cidade de Lages, em Santa Catarina. Aos 5 anos de idade, aprendeu a tocar a primeira melodia,mudou-se para Gaspar aos 9 anos já tocava em bandas da sua cidade, começando nos "Pioneiros do Vale" de Santa Catarina, logo em seguida passou pelo "Os Brasas do Rio Grande", anos mais tarde voltou para os Pioneiros do Vale, que aí ele alterou o nome para "Bailanta Nativo". Em meio a muitas dificuldades econômicas, aos 12 anos discutiu com seu pai implorando para largar os estudos e dedicar-se a música. Concedida permissão do pai seu João para seguir o seu sonho, completou 17 anos de idade, foi morar em Cruz Alta em 1991 foi convidado para ser integrante do Garotos de Ouro, um dos grupos com maior reputação no Rio Grande do Sul,  substituindo o guitarrista Juliano Trindade "Bonitinho" até os seus 21 anos de idade, ficando até o ano de 1994, foi morar em Porto Alegre, morando na capital gaúcha por 17 anos, e que também foi convidado e acompanhado de dois companheiros do grupo para dar início ao Tchê Garotos, no ano de 1995. Atualmente mora em Canoas
No Tchê Garotos, atingiram o auge do sucesso, durante 18 anos foram 15 CD's e 2 DVD's gravados, marcando mais de 1 milhão de cópias vendidas, 5 discos e 1 DVD de ouro. No ano de 2005, Sandro se responsabilizou em ser o vocalista principal da banda, após a saída de Luiz Cláudio, seu antecessor. Tornaram-se o grupo mais reconhecido do Sul do país, onde já era sucesso a música "Ajoelha e Chora".O sucesso veio ao grupo, quando explodiram em todo o Brasil com a música "Cachorro Perigoso", trilha sonora da novela Avenida Brasil,tema do personagem Darkson, vivido pelo ator José Loreto que teve a maior audiência da história da Rede Globo e "Fazendo Coisa Boa", tema da novela Salve Jorge, também produzida pela Rede Globo.
Sandro deixou o Tchê Garotos em 2014, deu início em sua carreira solo na música sertaneja e gravou seu primeiro sucesso "Planos", que ficou na boca da galera por muito tempo.

## O sucesso tomou conta

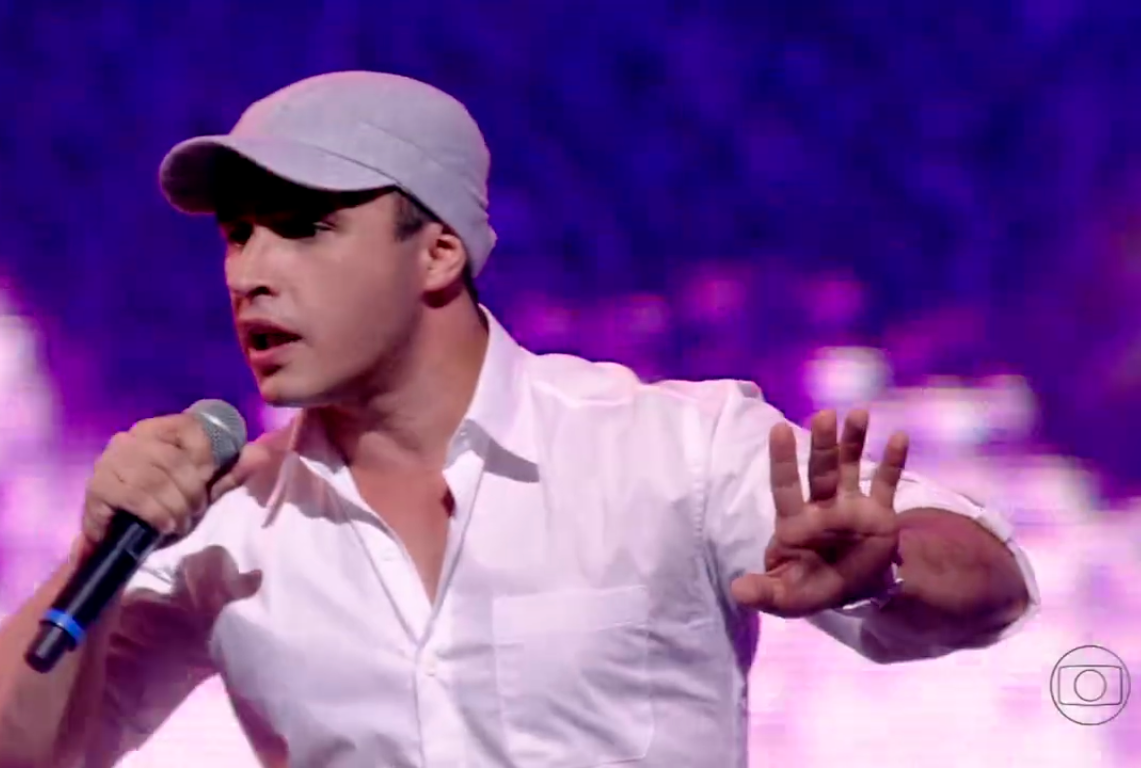
Sandro Coelho no Show da Virada 2013/14, pela Rede Globo.

O cantor já esteve nos maiores programas da televisão brasileira, como Altas Horas, Domingão do Faustão, TV Xuxa, Raul Gil, Programa do Ratinho, Programa da Hebe e Jornal do Almoço.
Ele está há 5 anos na carreira solo, e o cantor já soma mais de 1 milhão de visualizações no YouTube. Uma história de dedicação e sucesso, que segundo ele, está acontecendo, com a mesma energia, o mesmo respeito e humildade de sempre, está conquistando e emocionando cada vez mais o público.
Em 2014, o cantor foi informado que era o maior arrecadador de direitos autorais da história do Rio Grande do Sul [carece de fontes?].

## Influências musicais
Sua principal inspiração é a dupla sertaneja Chitãozinho e Xororó.

## Vida pessoal
É pai de Diego Starling Coelho, seu único filho.

## Discografia

### CDs
- 1996 - No Sul do Meu País
- 2002 - Paixão
- 2014 - Ao Vivo Lá Em Casa
- 2015 - Meu Destino
- 2016 - Acústico
- 2018 - Ao Vivo em Canoas

### DVDs
- 2015 - Meu Destino

## Principais sucessos
- 1997 - "Tô Voltando Pra Ficar"
- 1998 - "A Vida Que o Veio Mandou"
- 2000 - "Ajoelha e Chora"
- 2000 - "Andei Sonhei"
- 2002 - "Ela Pegou Meu Coração"
- 2002 - "Tatuagem"
- 2002 - "O Som do Povo"
- 2003 - "Gang da Vanera"
- 2005 - "Criado Tipo Bicho"
- 2006 - "Menininha"
- 2007 - "Vamos Fazer Festa" (part. Edson & Hudson)
- 2007 - "É Problema Meu"
- 2007 - "Eu Vou Te Amar"
- 2008 - "Pé na Bunda"
- 2008 - "Bola de Papel"
- 2009 - "Fui Feliz"
- 2012 - "Cachorro Perigoso"
- 2012 - "Fazendo Coisa Boa"
- 2015 - "Me Desapeguei"
- 2015 - "Planos"
- 2016 - "Enigma"
- 2016 - "Chega de Sofrência"
- 2017 - "Saudade da Nega"
- 2017 - "Pronto Pra Outra"
- 2017 - "Não Bebo Mais Nem Menos"
- 2018 - "Direitos Iguais" (part. Edson & Hudson)
- 2019 - "Quem Nunca Errou"
- 2019 - "Se o Pai Falou, Ta Falado!"